# オピオイド過剰摂取
オピオイド過剰摂取（オピオイドかじょうせっしゅ）とは、過剰なオピオイドの摂取によって呈される毒性である。
オピオイドには、モルヒネ、ヘロイン、フェンタニル、トラマドール、メサドンなどが含まれる。
症状には、呼吸抑制、瞳孔の縮小、意識喪失などがあげられ、これらの症状の発症はオピオイドの摂取経路より異なる。命をとりとめた場合にみられる合併症には、横紋筋融解症、肺水腫、コンパートメント症候群、永続的な脳損傷などがあげられる。 

オピオイド過剰摂取の危険因子には、オピオイド依存症、注射投与によるオピオイドの使用、多量のオピオイドの使用、精神障害、オピオイドとアルコールやベンゾジアゼピンやコカインとの併用などがあげられる。処方オピオイドへの依存は、慢性疼痛の治療のための使用により生じる場合がある。オピオイド過剰摂取の診断は、症状と検査に基づいて行われる。
治療の第一段階は、オピオイド過剰摂取患者の呼吸を補助し、酸素を吸入させることである。呼吸していない患者には、ナロキソンを投与し、オピオイドの効果を拮抗することが推奨される。ナロキソンは鼻からの投与または筋肉内注射が同等に効果的である。効果の拮抗後に病院へ行くことを拒否する患者の短期的な転帰不良の危険性は低いとされる。過剰摂取による死亡を防ぐための取り組みには、ナロキソン入手方法の改善、オピオイド依存症の治療などがあげられる。 
2015年の世界的なオピオイド依存症による死亡者数は122,000人であり、1990年の18,000人から増加している。2017年の米国では、49,000人を超える人々がオピオイドに関与して死亡している。この内の約20,000人は処方オピオイド、16,000人はヘロインによるものである。2017年のオピオイドによる死亡者数は、米国の薬物の過剰摂取に関連した死亡者数の65％以上を占める。オピオイドの流行は、1990年代の製薬業界による「処方オピオイドは安全である」という保証が原因の一部であると考えられている。 